# NGC 4451
NGC 4451 é uma galáxia espiral (Sb) localizada na direcção da constelação de Virgo. Possui uma declinação de +09° 15' 32" e uma ascensão recta de 12 horas, 28 minutos e 40,5 segundos.
A galáxia NGC 4451 foi descoberta em 19 de Março de 1865 por Heinrich Louis d'Arrest.